# 로맨스 블루
《로맨스 블루》는 네이버 TV에서 2015년 6월 17일부터 2015년 6월 26일까지 공개된 웹드라마이다.

## 등장 인물

### 주요 인물
- 박민우 : 박민우 역
- 김지안 : 김지안 역
- 선호진 : 카페 사장 역
- 정은성 : 지안의 친구 역

### 그 외
- 허진영 : 지안의 의뢰인 역
- 우하늘 : 의뢰인 1 역
- 조화영 : 의뢰인 2 역
- 한지은 : 의뢰인 3 역
- 서누리 : 의뢰인 4 역
- 박아현 : 의뢰인 5 역
- 임시연 : 의뢰인 6 역
- 이혜근 : 의뢰인 7 역
- 조은원 : 꽃집 주인 역

## 회차별 부제
| 회차 | 업로드 일자     | 부제                    | 런닝 타임 |
| ---- | --------------- | ----------------------- | --------- |
| 1회  | 2015년 6월 17일 | 어린왕자의 장미         | 13:52     |
| 2회  | 2015년 6월 22일 | 소공녀의 다락방         | 17:16     |
| 3회  | 2015년 6월 23일 | 낯선사람, 나와 같은사람 | 16:40     |
| 4회  | 2015년 6월 24일 | 데칼코마니              | 12:25     |
| 5회  | 2015년 6월 25일 | 새장속의 파랑새         | 18:09     |
| 6회  | 2015년 6월 26일 | 사랑하고 있습니다, 오늘 | 18:58     |